# Bulbophyllum idenburgense
Bulbophyllum idenburgense är en orkidéart som beskrevs av Johannes Jacobus Smith. Bulbophyllum idenburgense ingår i släktet Bulbophyllum och familjen orkidéer. Inga underarter finns listade i Catalogue of Life.